# Wolf-Christian Ulrich

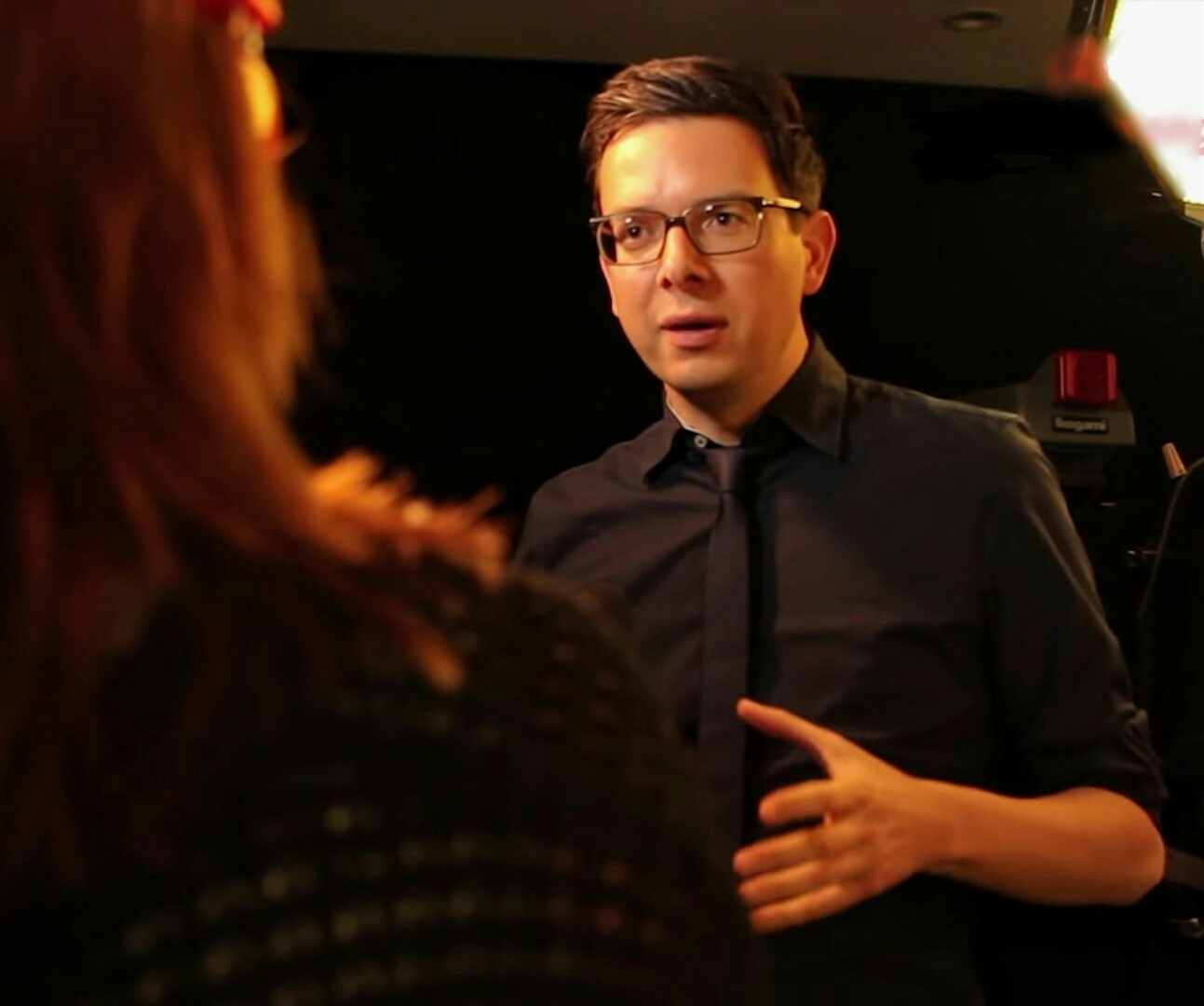
Wolf-Christian Ulrich, 2013

Wolf-Christian Ulrich (* 1975) ist ein deutscher Journalist und Fernsehmoderator.

## Leben und Karriere
Nach der Schulzeit am Humboldt-Gymnasium Gifhorn studierte er Musikwissenschaft und Nordamerikastudien an der Humboldt-Universität und der Freien Universität Berlin. Während seines Studiums sammelte er erste journalistische Erfahrungen bei der Studentenzeitung UnAufgefordert. Ein Stipendiat des Deutschen Akademischen Austauschdienstes führte ihn an die University of British Columbia in Vancouver. Im Anschluss absolvierte er die RTL Journalistenschule für TV und Multimedia. Er war Moderator der Diskussionssendung log in bei ZDFinfo. Seit Sommer 2013 war er auch als Moderator der Sendung Morgenmagazin tätig. Im Jahr 2019 kam er erstmals als Moderator beim ZDF-Mittagsmagazin zum Einsatz, jedoch nur als Vertretung. Am 8. November 2019 absolvierte Ulrich seinen letzten Einsatz als Moderator des Morgenmagazins. Bei seiner Verabschiedung durch die Kollegen gab er an, in Zukunft für das ZDF-Studio in Wien zu arbeiten, um von dort aus Österreich und dem Süden Osteuropas zu berichten. Seit Oktober 2023 ist er Korrespondent im ZDF-Studio in London.